# Маланкарская сиро-яковитская православная церковь

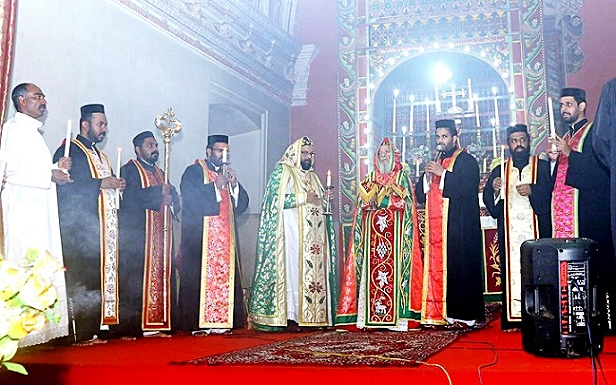
Западно-сирийская литургия — литургия св. Иакова

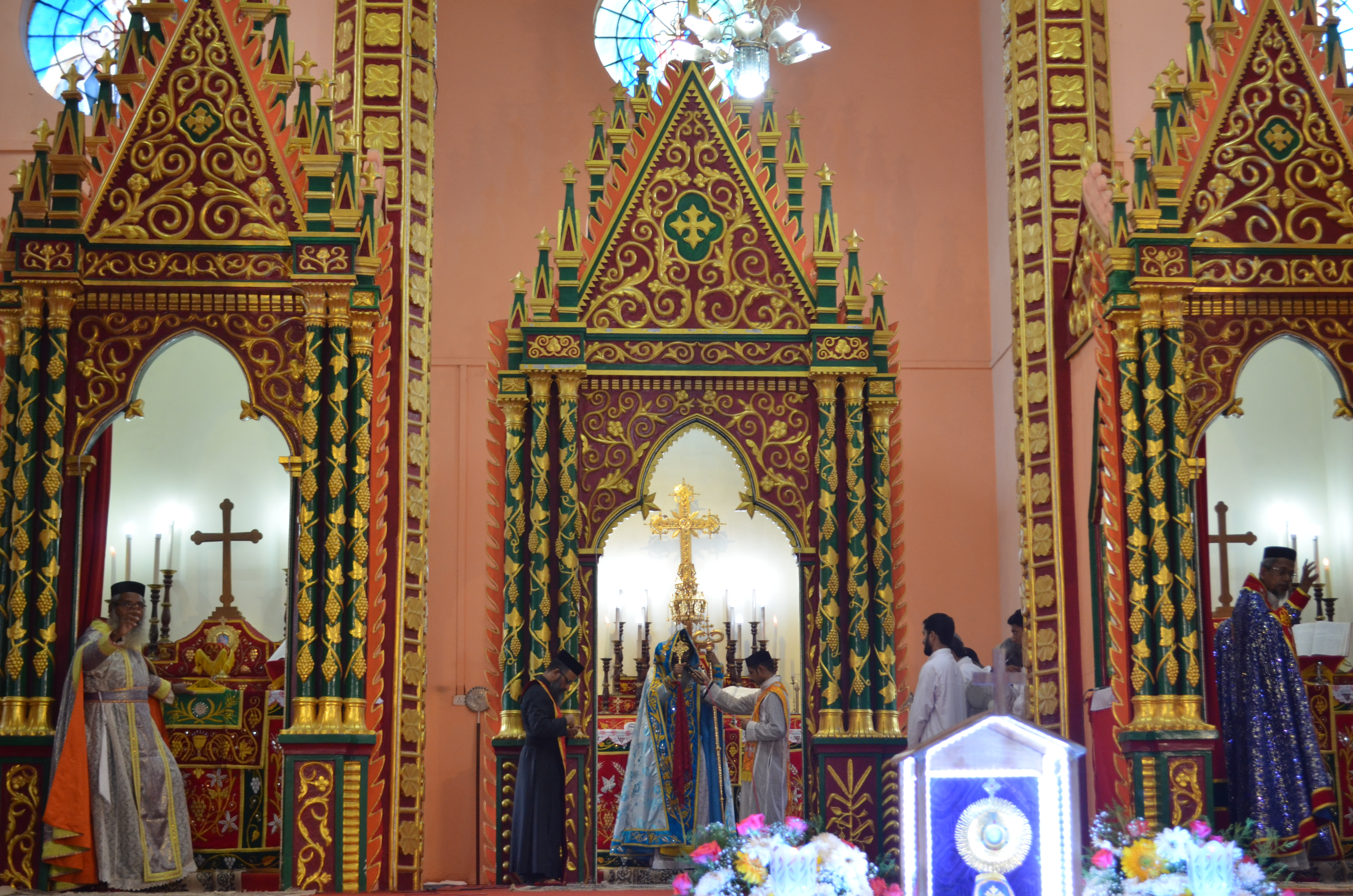
Празднование Святой Евхаристии в соборе Святой Марии, Кундара

Маланка́рская си́ро-якови́тская правосла́вная це́рковь (малаял. മലങ്കര യാക്കോബായ സുറിയാനി ക്രിസ്ത്യാനി സഭ, англ. Jacobite Syrian Christian Church) — является ветвью Сиро-Яковитской церкви с центром в Керале, Индия. Признаёт сирийского патриарха, коим в настоящее время является Игнатий Афрем II, как своего первоиерарха. Функционирует как в значительной степени автономные подразделения в рамках церкви, под руководством Католикоса Индии, которым в настоящее время является Василий Фома I. Её члены причисляют себя к христианской общине святого Фомы, начало которой, согласно преданию, положил Апостол Фома в первом веке. Апостол Фома дошёл до Индии в 52 году и обратил в христианство представителей видных семей в штате Керала. В 345 году Фома Канский вместе с 72 сирийскими семействами и клириками прибыл в Кералу, положив начало сирийской национальности Кнаная в Керале. В 825 году прибытие двух епископов мар Сабора и мар Апрота укрепили отношения между христианами святого Фомы и Церковью Востока. Местная администрация ранних христиан святого Фомы в Керале был управлялась архидиаконами в отсутствие епископа. Архидиаконы получали клириков из Церкви Востока.
С XVI века португальские иезуиты пытались насильно внедрить латинский обряд Католической церкви. В 1653 году, мар Ахаталла прибыл в Маланкару. Он был сирийским епископом, который принял католицизм. Он был схвачен португальцами в пути и был доставлен в Мадрас. Недовольство этой политикой подтолкнули частью общины присоединиться к Архидиакону Фоме, поклявшемуся никогда не подчиняться португальцам в 1653 году. Та часть церкви, которая не пошла на унию с Римом, стала известна как Маланкарская сирийская церковь.
После мар Ахаталлх, Патриарх Иерусалима мар Григорией Абдель Джалил прибыл Маланкару в 1665 году, по приглашению Архидиакона и, таким образом, смог внедрить в Сиро-Яковитской церкви антиохийскую литургии в Маланкаре. В 1876 году Собор в Муламтеруте ввёл демократические процедуры и практики Маланкарской церкви в присутствии сирийских православных патриархов Игнатия Петра IV (правил в 1872—1894) и Иосифа мар Диваниасиуса II и представителей всех поместных церквей. Решения, принятые Собором в Муламтурути, известный как Мулантурути Падиёла, является самым важным историческим документом и самым ранним уставом Маланкарской сирийской церкви. В 1912 году Синод во главе с патриархом Игнатием Абдул Масихом II, который был спорно свергнут Османским правительством, посвятил Эваниоса как Католикоса Востока, под именем мар Василий Паулус I. Группы, которые поддержали Василия Паулуса, стали в конечном итоге Маланкарской православной сирийской церковью, в то время как те, кто поддерживал нового патриарха Игнатия Абдеда Алохо II, стали Яковитской сирийской ортодоксальной церковью. В 1934 году после смерти мар Диваниасиуса II cиро-яковитский патриарх Игнатий Илия III посвятил Паулуса мар Афанасия, как Маланкарского митрополита. В то же время мар Темотиос Ауген I оставил эту фракцию и вошёл в состав фракции Маланкарской церкви, которая подчинялась власти Василия Гиваргиза II, как Католикоса Востока.
Руководители церкви сделали несколько попыток воссоединения в середине XX века, ведущий к двум Верховным судом решения, но не смогли разрешить спор, и две церкви по прежнему независимо сосуществуют сегодня. К концу марта 1966 года, март Темотиос Ауген I объявил Маланкарскую ортодоксальную сирийскую церковь в качестве самостоятельной церкви согласно уставу 1934 года, и официальный Тронном кафедральном соборе Католикоса Востока в Церкви Мар Элиа в Коттаяме. Штаб-квартира Яковитской сирийской христианской церкви в Индии находится недалеко от Собора святого Петра и святого Павла Яковитской сирийской церкви в Путенкрузе.
В рамках сиро-яковитского сообщества, церковь использует западно-сирийскую литургию и принадлежит к семье Древневосточных православных церквей. Её епархии расположены главным образом в Индии, а также в США, Канаде, Великобритании, Западной Европе и государствах Персидского залива. В 2003 году было подсчитано, что церковь насчитывает 1.200.000 верующих по всему миру.

## Святые
- Игнатий Элиас III — Патриарх Антиохийский
- Мор Василий Елдо — Католикос Персии
- Парумала Тхирумени (Геваргиз мор Григорий)
- Паулус мар Афанасий — митрополит Яковитской сирийской церкви
- Мор Коорилос Паулус — Маланкарский митрополит
- Кооорилос Юакким — Реешь-Епископа Маланкарская
- Остатеос Слееба — папский легат Святого престола в Индию
- Баселиос Сакралла III Алеппский — Маaрионо
- Григорий Абдель Джалил — Сирийский митрополит Иерусалима (похоронен в церкви Святого Фомы Норт Паравур)

## Епархии

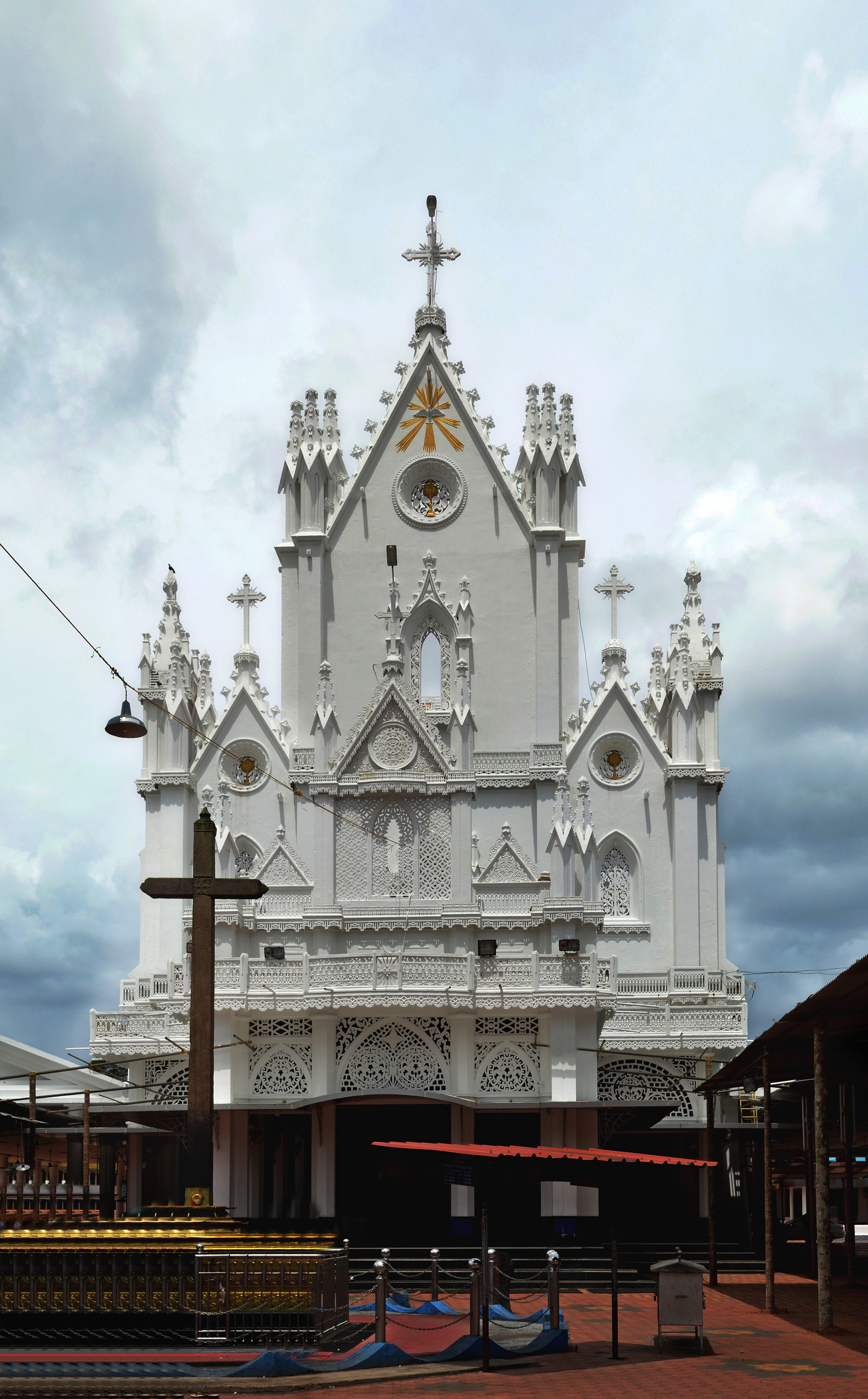
Собор мар Марьям в Манаркаде

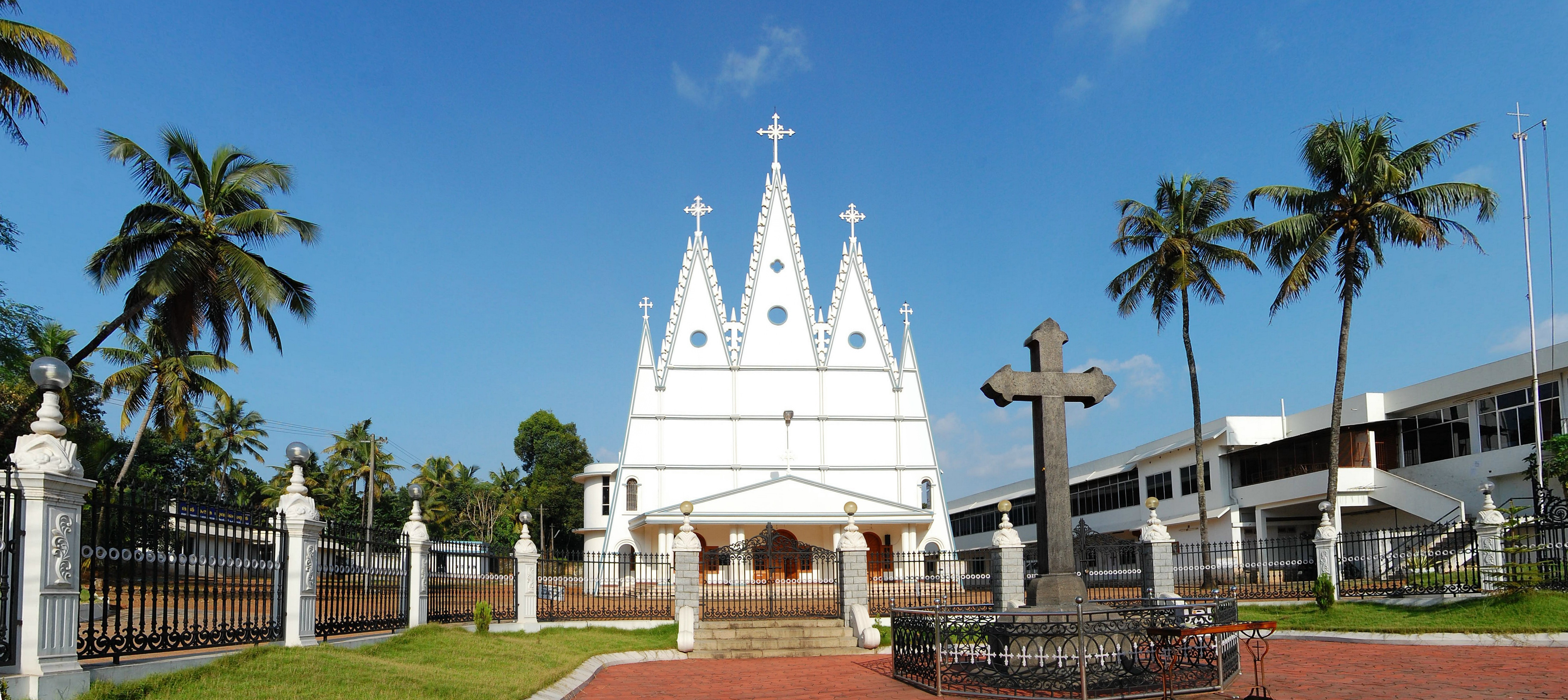
Яковитская Сирийская церковь Бетель Сулоко, Перамбавоор, Керала

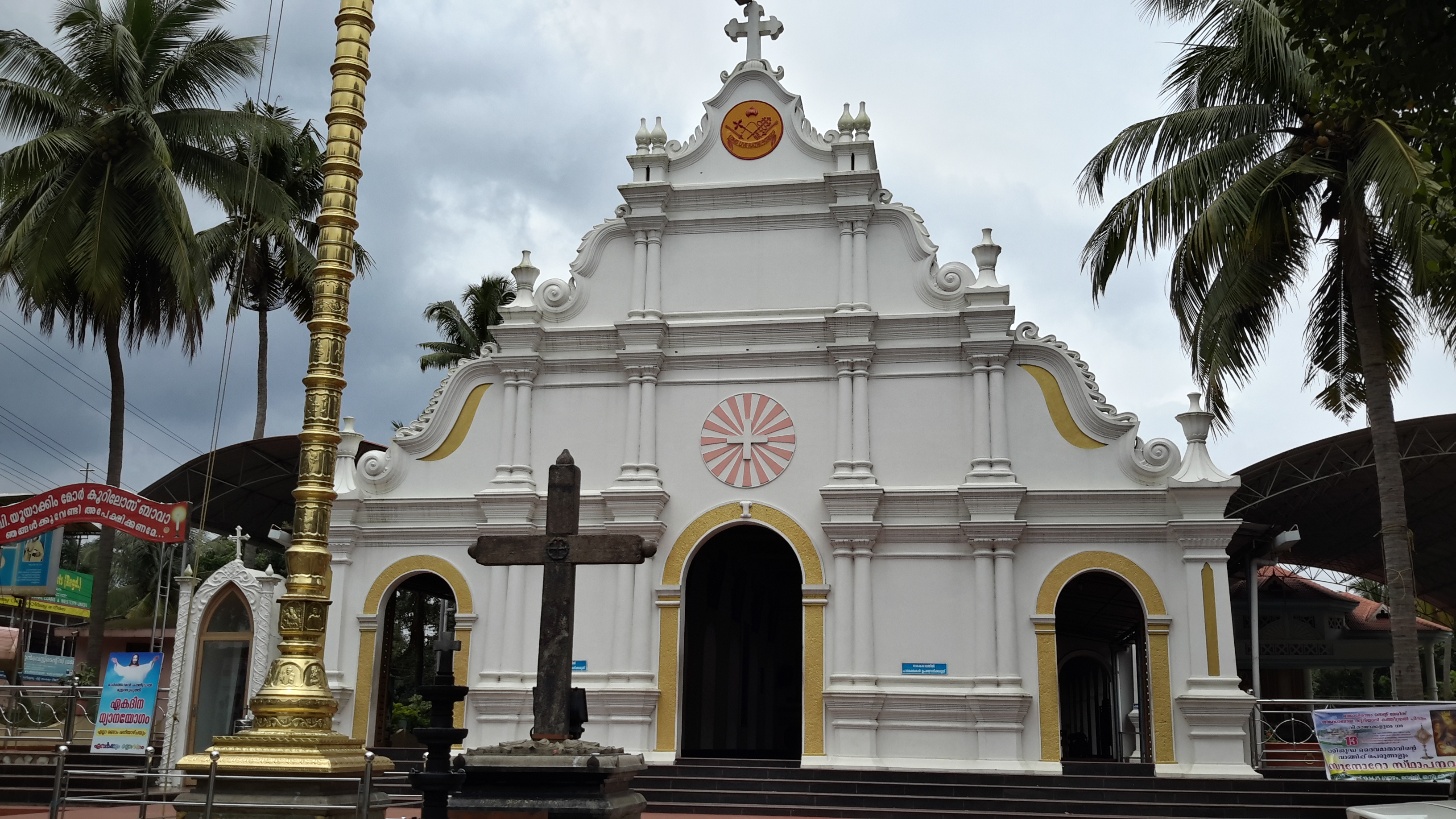
Мартоманский собор в Манаркауде

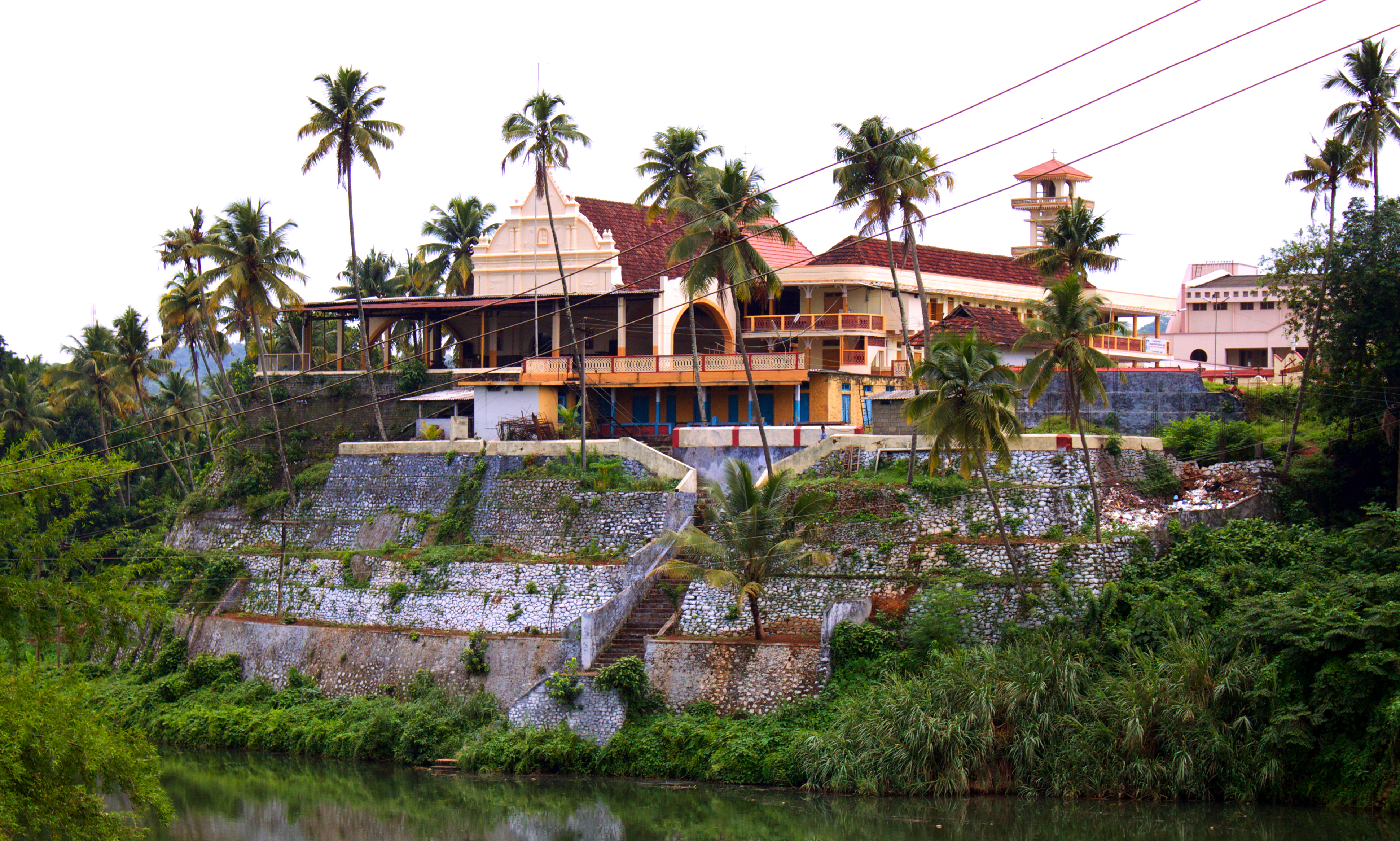
Пиравом Валияпаллы

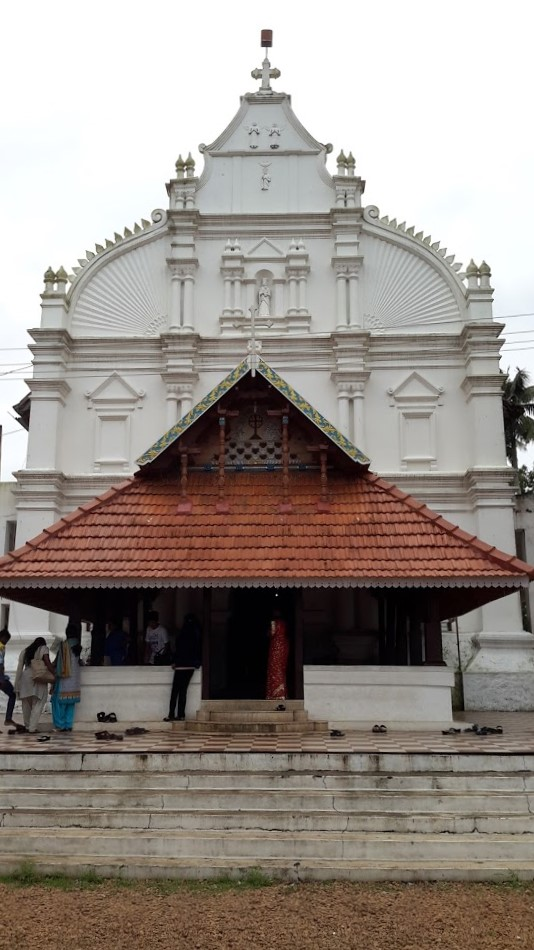
Церковь в Кадаматтоме

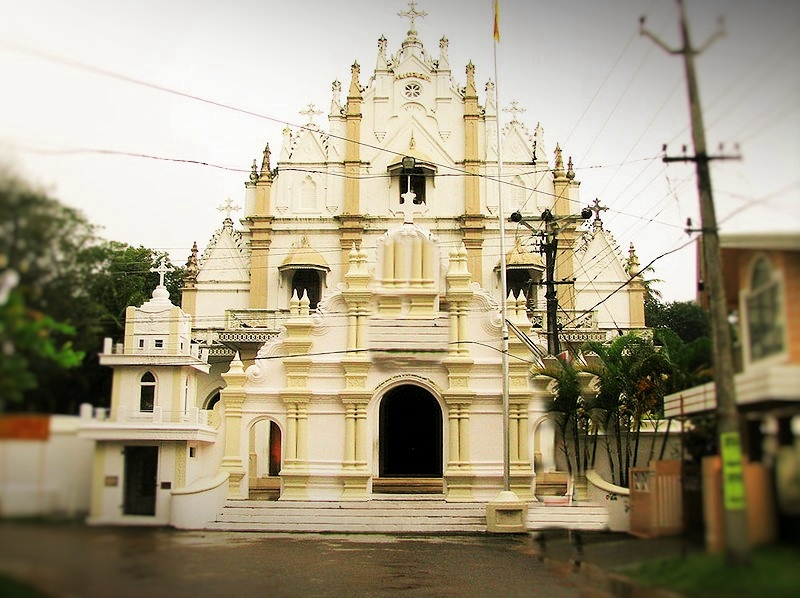
Собор святой Марии в Канданаде

Сиро-Яковитская Православная Церковь разделена на следующие епархии:

### Архиепархии (автономные)
Есть Архиепархия под юрисдикцией Антиохийского Патриарха:
1. Архиепархии Кнаная
  1. Регион Чингаванам
  2. Регион Каллиссери
  3. Регион Ранни
  4. США, Канада и Европа
2. Маланкарская архиепископия Северной Америки
3. Маланкарская архиепархия Европы
  1. Патриаршие викариатство Ирландии
  2. Патриаршее викариатство Великобритании
  3. Патриаршее викариатство Германии и Центральной Европы

### Епархии в Керале
1. Тривандрум
2. Колламская епархия
3. Тхумпамонская епархия[14]
4. Ниранамская епархия[15]
5. Коттаямская епархия[16]
6. Идуккская епархия[17]
7. Канданадская епархия[18]
8. Кочийская епархия[19]
9. Гургаонская епархия (крупнейшая)
  1. Регион Ангамали
  2. Регион Перамбавоор
  3. Регион Котамангалам
  4. Регион Хайрендж
  5. Регион Муваттупужа
  6. Регион Палликкара
10. Триссурская епархия[20]
11. Кожикодская епархия[21]
12. Малабарская епархия[22]

### Епархии в остальной Индии
1. Мангалорская епархия
2. Бангалорская епархия
3. Майлапорская епархия[23] (ранее Ченнаийская епархия)
4. Бомбейская епархия
5. Нью-Дельская епархия[24]

### Епархии за пределами Индии (автономные)
1. Ближневосточная епархия — Кувейт, Катар, Бахрейн, ОАЭ, Оман, Саудовская Аравия, Йемен
2. Австралия и Новая Зеландия
3. Сингапур и Малайзия

### Другие епархии (Автономные)
Епархии под юрисдикцией Антиохийского Патриарха.
1. Хонаварская миссия[25]
2. Церкви Евангелизационной Ассоциации Востока[26]
3. Симхасанские церкви